# Blue Lagoon: The Awakening
Blue Lagoon: The Awakening is een Amerikaanse avonturenfilm van televisienetwerk Lifetime uit 2012. Op 16 juni 2012 ging de film in première op Lifetime. De film werd geregisseerd door Jake Newsome en Mikael Salomon. De twee hoofdpersonages die stranden op een verlaten eiland worden vertolkt door Indiana Evans en Brenton Thwaites. De film werd opgenomen in Los Angeles en op Maui. Christopher Atkins, die in de voorloper uit 1980 de mannelijke hoofdrol speelde, vertolkt in deze film de leraar van de hoofdpersonages.

## Verhaal
De populaire studiebol Emma en het buitenbeentje Dean vertrekken met hun klas op schoolreis naar Trinidad in de Caraïben. Aldaar varen ze 's avonds mee uit op een feestboot. Als de politie de boot komt inspecteren  en daarbij raakt, valt Emma overboord. Dean is de enige die dat opmerkt en hij springt haar achterna. Het tweetal kruipt in een reddingsbootje waarop Dean het lossnijdt om aan de politie te ontsnappen. Beide boten varen echter weg en korte tijd later komt een storm opzetten. De volgende ochtend zijn ze ver afgedreven als Emma een eiland ziet.
Aan wal gaan ze op zoek naar hulp, maar als ze de andere kant van het eiland bereiken zonder enig spoor van menselijke beschaving te hebben gevonden, beseffen ze dat ze op een onbewoond eiland zijn gestrand. Ze bouwen een schuilplaats en leven er van het fruit aan de bomen en de visvangst. Emma krijgt bij tijden een paniekaanval terwijl Dean niet eens gelooft dat iemand hem zal missen. Gaandeweg groeien de twee naar elkaar toe en krijgen ze een relatie. Daarop biecht Dean op dat zijn afstandelijke gedrag op school alles te maken heeft met de dood van zijn moeder, waarvoor hij zichzelf verantwoordelijk acht.
In de tussentijd zijn Emma's ouders en Deans vader naar Trinidad gesneld om hen te zoeken. Na weken van vruchteloos speurwerk op zee besluit de politie dat Emma en Dean wel dood moeten zijn en ze staken de zoektocht. Nu het tweetal al maanden vastzit op het eiland beginnen ze ook zelf te geloven dat ze nooit gevonden zullen worden. Dan echter vliegt een helikopter over en ze slagen erin de aandacht van de piloot te trekken. Even later komen ze weer thuis. Dean wil de relatie met Emma voortzetten, maar zij wil haar oude leven weer opnemen en negeert hem. Als ze hem op het schoolbal in de regen ziet staan concludeert ze dat ze hem graag ziet en ze gaat buiten met hem dansen.

## Rolverdeling
- Indiana Evans als Emmaline (Emma) Robinson, de protagoniste.
- Brenton Thwaites als Dean McMullen, de protagonist.
- Denise Richards als Barbara Robinson, Emma's moeder.
- Patrick St. Esprit als Jack McMullen, Deans vader.
- Frank John Hughes als Phil Robinson, Emma's vader.
- Alix Elizabeth Gitter als Lizzie, vriendin van Emma.
- Carrie Wampler als Stacey Robinson, Emma's jongere zus.
- Hayley Kiyoko als Helen, vriendin van Emma.
- Aimee Carrero als Jude, vriendin van Emma.
- Annie Tedesco als Ms. Collier.
- Christopher Atkins als Mr. Christiansen, een van de leraren.